# Кубок Франции по волейболу среди женщин
Кубок Франции по волейболу — ежегодное соревнование женских волейбольных команд Франции. Проводится с 1986 года (кроме 1989). Является вторым по значимости национальным волейбольным турниром после чемпионата страны.  

## Формула соревнований
Соревнования проходят с января по май, начиная с 1/8 финала. Победители полуфинальных матчей в финале определяют обладателя Кубка. В финале розыгрыша 2025 «Мюлуз Эльзас» победил «Нептюн де Нант» 3:1.

## Победители
| - 1986 «Кламар» - 1987 «Кламар» - 1988 «Расинг Клуб де Франс» Париж - 1989 турнир не проводился - 1990 «Расинг Клуб де Франс» Париж - 1991 «Рьом-Овернь» Рьом-эс-Монтань - 1992 «Расинг Клуб Вильбон» Вильбон-сюр-Иветт - 1993 «Расинг Клуб Вильбон» Вильбон-сюр-Иветт - 1994 «Кале» - 1995 «Рьом-Овернь» Рьом-эс-Монтань - 1996 «Расинг Клуб де Канн» Канны - 1997 «Расинг Клуб де Канн» Канны - 1998 «Расинг Клуб де Канн» Канны - 1999 «Расинг Клуб де Канн» Канны - 2000 «Расинг Клуб де Канн» Канны - 2001 «Расинг Клуб де Канн» Канны - 2002 «Расинг Клуб Вильбон» Вильбон-сюр-Иветт - 2003 «Расинг Клуб де Канн» Канны - 2004 «Расинг Клуб де Канн» Канны - 2005 «Расинг Клуб де Канн» Канны | - 2006 «Расинг Клуб де Канн» Канны - 2007 «Расинг Клуб де Канн» Канны - 2008 «Расинг Клуб де Канн» Канны - 2009 «Расинг Клуб де Канн» Канны - 2010 «Расинг Клуб де Канн» Канны - 2011 «Расинг Клуб де Канн» Канны - 2012 «Расинг Клуб де Канн» Канны - 2013 «Расинг Клуб де Канн» Канны - 2014 «Расинг Клуб де Канн» Канны - 2015 «Канне-Рошвиль» Ле-Канне - 2016 «Расинг Клуб де Канн» Канны - 2017 «Пэ д’Э» Венель - 2018 «Расинг Клуб де Канн» Канны - 2019 «Сен-Рафаэль» - 2020 «Пэ д’Э» Венель - 2021 «АСПТТ Мюлуз» Мюлуз - 2022 «Волеро Ле-Канне» Ле-Канне - 2023 «Безье» - 2024 «Нептюн де Нант» Нант - 2025 «Мюлуз Эльзас» Мюлуз |

### Титулы
| Клуб                                    | Победы |
| --------------------------------------- | ------ |
| «Расинг Клуб де Канн» Канны             | 20     |
| «Расинг Клуб Вильбон» Вильбон-сюр-Иветт | 3      |
| «Кламар»                                | 2      |
| «Расинг Клуб де Франс» Париж            | 2      |
| «Рьом-Овернь» Рьом-э-Монтань            | 2      |
| «Пэ д’Э» Венель                         | 2      |
| «Мюлуз Эльзас» Мюлуз                    | 2      |
| «Кале»                                  | 1      |
| «Канне-Рошвиль» Ле-Канне                | 1      |
| «Сен-Рафаэль»                           | 1      |
| «Волеро Ле-Канне» Ле-Канне              | 1      |
| «Безье»                                 | 1      |
| «Нептюн де Нант» Нант                   | 1      |